# Bridelia grandis
Bridelia grandis är en emblikaväxtart som beskrevs av Jean Baptiste Louis Pierre och John Hutchinson. Bridelia grandis ingår i släktet Bridelia och familjen emblikaväxter.

## Underarter
Arten delas in i följande underarter:
- B. g. grandis
- B. g. puberula